# Cavron-Saint-Martin
 Cavron-Saint-Martin  es una población y comuna francesa, situada en la región de Norte-Paso de Calais, departamento de Paso de Calais, en el distrito de Montreuil y cantón de Hesdin.

## Demografía
| 449 | 406 | 409 | 429 | 382 | 402 |
| Para los censos de 1962 a 1999 la población legal corresponde a la población sin duplicidades (Fuente: INSEE [Consultar]) |     |     |     |     |     |